# Bocage de Montsûrs à la forêt de Sillé-le-Guillaume
Bocage de Montsûrs à la forêt de Sillé-le-Guillaume este o arie protejată (sit de importanță comunitară — SCI) din Franța întinsă pe o suprafață de 10.245 ha, integral pe uscat.

## Localizare
Centrul sitului Bocage de Montsûrs à la forêt de Sillé-le-Guillaume este situat la coordonatele 48°11′07″N 0°23′15″W / 48.18528°N 0.3875°V.

## Înființare
Situl Bocage de Montsûrs à la forêt de Sillé-le-Guillaume a fost declarat arie specială de conservare în baza directivei 92/43 din 1992 referitoare la conservarea habitatelor naturale și a faunei și florei sălbatice pentru a proteja 3 specii de animale.

## Biodiversitate
Situată în ecoregiunea atlantică, aria protejată nu include niciun habitat protejat.
La baza desemnării sitului se află mai multe specii protejate de  nevertebrate (3): croitorul mare al stejarului (Cerambyx cerdo), rădașcă (Lucanus cervus), Osmoderma eremita.
Pe lângă speciile protejate, pe teritoriul sitului au mai fost identificate 1 specie de păsări.